# Zikanita egregia
Zikanita egregia är en skalbaggsart som beskrevs av Martins och Maria Helena M. Galileo 2007. Zikanita egregia ingår i släktet Zikanita och familjen långhorningar. Inga underarter finns listade i Catalogue of Life.